# Marco Mantova Benavides
Marco Mantova Benavides, nom latinisé en  Marcus Mantua Benavidius ou Marcus Mantua Bonavitus. C'est un humaniste, juriste et collectionneur italien, né à Padoue le 25 novembre 1489, et mort dans la même ville le 2 avril 1582 .

## Biographie
Sa famille est d'origine espagnole, d'abord installée à Mantoue au XIIIe siècle pour se déplacer à Padoue au XIVe siècle. La famille a été anoblie au début XVe siècle. Il est le fils de Giovan Pietro Benavides, médecin, et de Lucrezia. Né à Mantoue, il a ajouté le nom de sa ville de naissance à son nom.
Marco Benavides a étudié la jurisprudence à l'université de Padoue avec les maîtres Carlo Ruini (1456-1530), Girolamo Bottigella (1470-1515), Antonio Zacco. Il n'a pratiquement pas quitté la ville pendant toute sa vie. Il a été admis au cours de jurisprudence de l'université de Padoue le 11 février 1511. Il a été reçu à son doctorat le 5 septembre 1524. Il a enseigné le droit civil, le droit canonique et le droit pénal à l'Université de Padoue. Il a été le professeur de Tiberio Deciani.
On connaît la plupart des informations concernant sa vie par sa correspondance. Dans une lettre à Aretino, par exemple, il a dit qu'il a demandé à Bartolomeo Ammannati de préparer sa tombe dans l'église des ermites de Padoue.
Il a été également actif dans l'Accademia degli Infiammati, dont il a été un des fondateurs. Il a eu des contacts avec des intellectuels Padoue comme Sperone Speroni, Bernardino Tomitano, Francesco Sansovino, Pietro Bembo, Luigi Alamanni, Benedetto Varchi, Lazzaro Bonamico ou Buonamici, Giovanni Cornaro, etc. Entre autres choses, il a remis de l'ordre dans les œuvres de Pétrarque, dont il a traduit quelques paroles du Canzoniere en latin. Il a lui-même écrit des rimes dans le style de Pétrarque en langue vernaculaire et une nouvelle, l' Heremita.

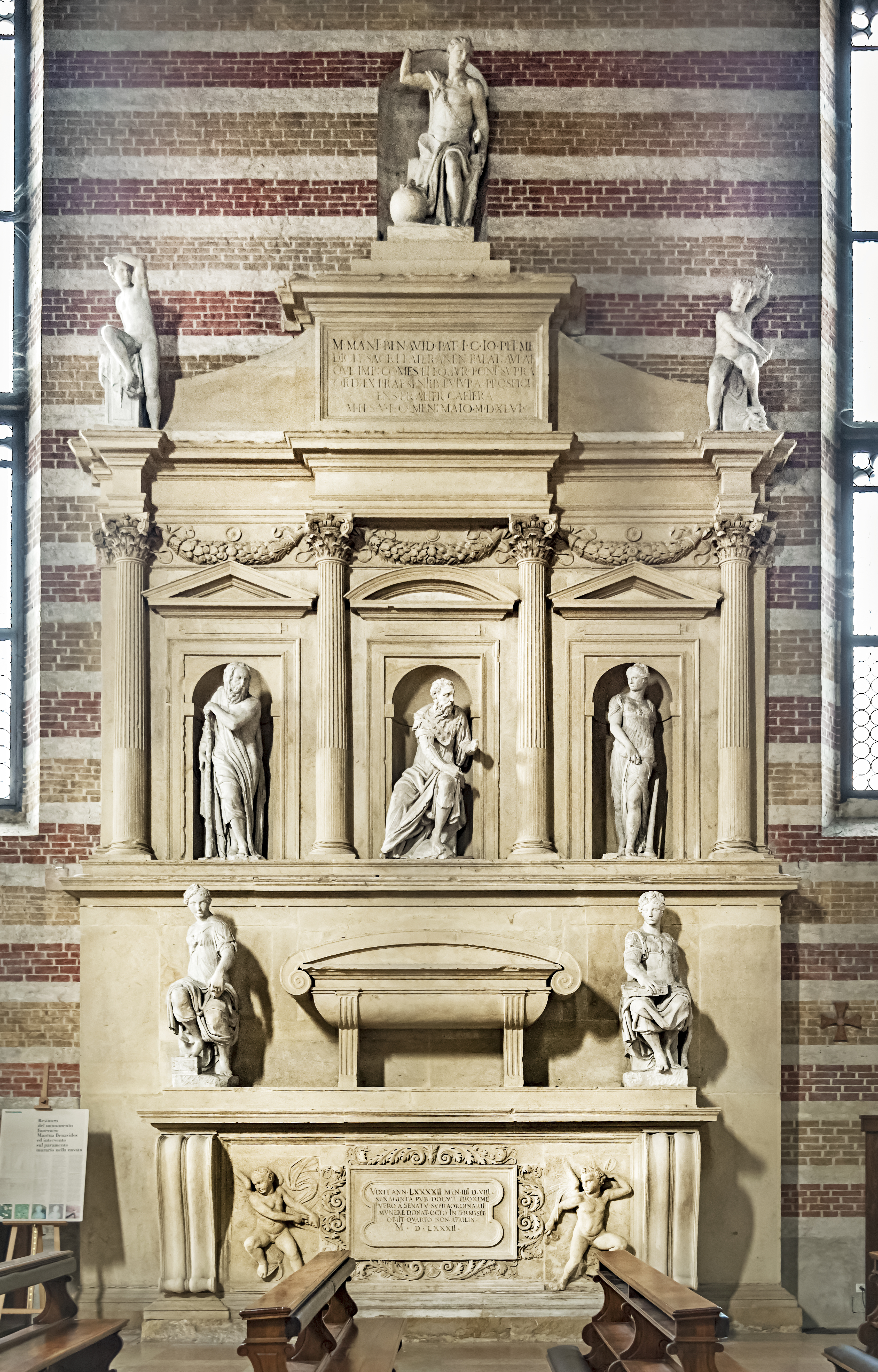
Mausolée de Marco Mantova Benavides dans l'église des ermites de Padoue, sculpté par Bartolomeo Ammannati

Il a acquis une grande renommée en tant que jurisconsulte. Il a reçu un salaire de 800 florins de l'Université de Padoue, bien supérieure à celle d'autres collègues. Il a été un conseiller des papes et des empereurs Charles Quint et Ferdinand Ier. Une statue du sculpteur Giovanni Ferrari a été érigée au Prato della Valle à la demande de l'électeur de Saxe Frédéric-Auguste.
Dans l'Epitoma virorum illustrium qui vel scripserunt, vel jurisprudentiam docuerunt in scholis écrit en 1555, il a été un des précurseurs de l'histoire de la jurisprudence.
Amoureux de l'art, il consacra tous ses gains à sa collection d'œuvres d'art et de documents anciens. Marcantonio Michiel décrit dans la Notizia d'opere di disegno la visite qu'il a fait à Marco Mantova Benavides en 1557 décrivant son importante collection qui comprend des sculptures antiques (torse, bustes, têtes), une importante bibliothèque, des médailles, des médaillons, des peintures, des dessins, des instruments de musiques, des majoliques, des fossiles, des minéraux et divers objets pour former un cabinet de curiosités. L'inventaire fait par son héritier et arrière-petit-fils Andrea Mantova Benavides (1632-1711) en 1695, montre qu'il était un grand collectionneur. Parmi les artistes dont il possédait des dessins, il y avait Domenico Campagnola et Perino del Vaga,,,,. Une partie de la collection de Marco Mantova Benavides a été donnée en 1733 à l'université de Padoue par Antonio Vallisneri.
Son mausolée se trouve dans l'église des ermites de Padoue.

## Publications

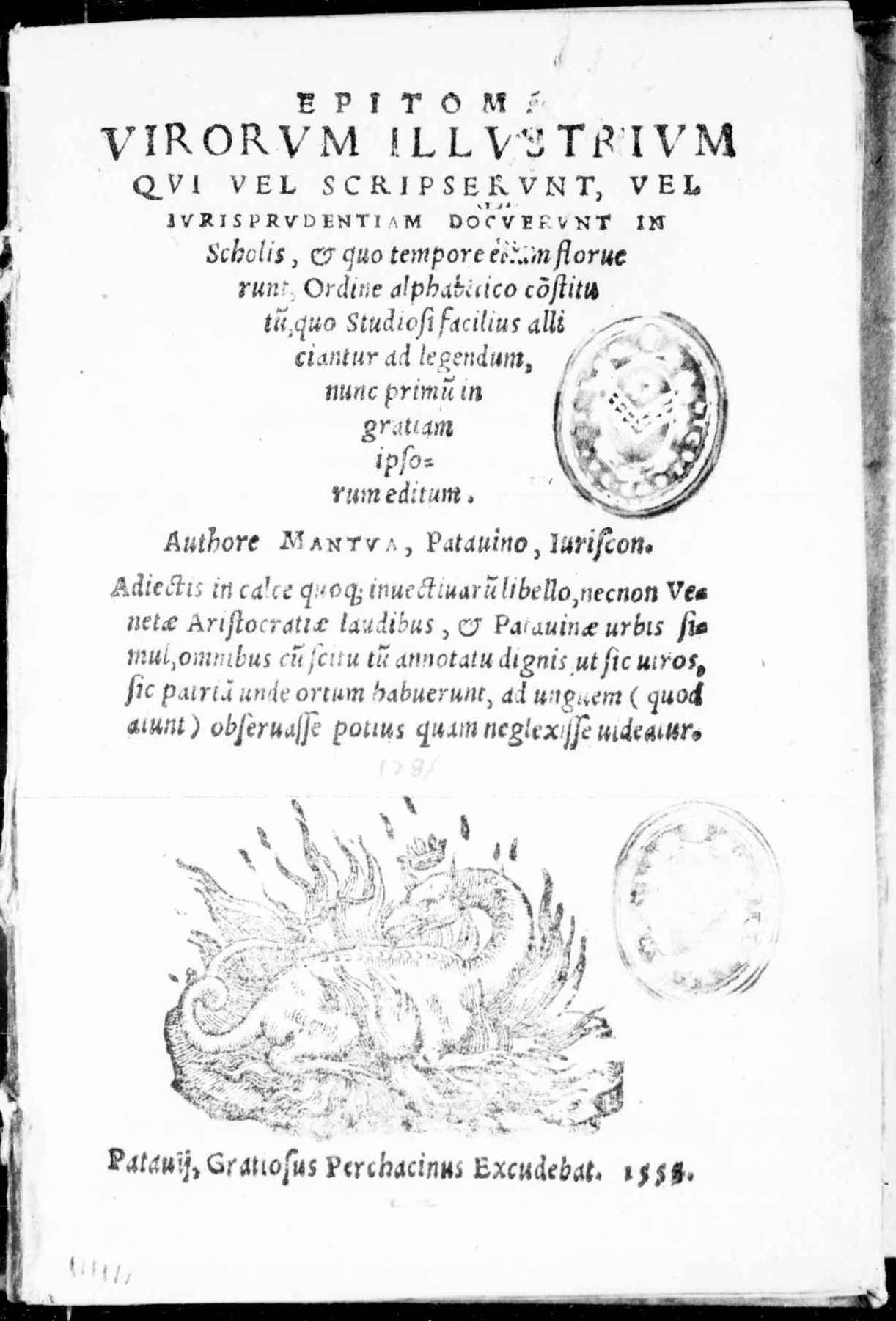
Epitome virorum illustrium, 1555

- A Monsignore Messer Hercole Fregoso Nouella della eloquenza. Venezia, 1525.
- Apophthegmata Iuris. Marci de Mantua Bonauitis cognomento Patauini iurisconsulti Quibus addita est etiam Suasoria Polykarpos legis oppiae, ad compescendos mulierum luxus. Padova, 1540.
- Subtilissime et repetibilis L. Imperium. Digest. De iurisdictio. om. Iud. Non inutilis Commentariolus. Marci de Mantua Bonauitis cognomento Patauini Iuriscon. Venetijs : apud Aurelium Pincium Venetum mense aprili 1540.
- Subtilissimorum Quinimmo. I. iurisgentium, ac. Pactus ne peteret. nouus Marci de Mantua Bonauitis cognomento, Patauini iurisconsulti commentarius, Venetijs : in officina Aurelij Pincij Veneti, 1540 mense iulio.
- Marci Mantua Bonauitis, Patauini Iuriscon. Dialogus de concilio. Venetiis, 1541 mense mai.
- Marci Mantuae Boauiti Patauini iurisconsulti ... Responsa, ac defensiones, nonnulle, cum ciuiles, tum crimales ... Et eiusdem Authoris simil repertorio rerum principalium, atque materierum ... Inter quae illud etiam quod, alias in causa diuorti pro ... rege Angliae scripsit. , Venetiis, Apud Aurelium Pincium Venetum Impressa, 1543.
- (la) Epitome virorum illustrium, Padova, Grazioso Percacino, 1555 (lire en ligne)
- Illustrium iureconsultorum imagines quae inueniri potuerunt ad viuam effigiem expressae. Ex Musaeo Marci Mantuae Benauidij Patauini iureconsulti clarissimi. Romae : Ant. Lafrerij Sequani formis, 1566.

## Sources
- (it) Cet article est partiellement ou en totalité issu de l’article de Wikipédia en italien intitulé « Marco Mantova Benavides » (voir la liste des auteurs).